# Leila Pinheiro
Leila Pinheiro, née à Belém, le 16 octobre 1960, est une chanteuse, pianiste et musicienne brésilienne.

## Discographie

### Albums
- 1983 - Leila Pinheiro
- 1986 - Olho Nu
- 1988 - Alma
- 1989 - Bênção, Bossa Nova
- 1991 - Outras Caras
- 1993 - Coisas do Brasil
- 1994 - Isso é Bossa Nova
- 1996 - Catavento e Girassol
- 1998 - Na Ponta da Língua
- 2000 - Reencontro
- 2001 - Mais Coisas do Brasil - ao Vivo
- 2005 - Nos Horizontes do Mundo
- 2007 - Nos Horizontes do Mundo - ao Vivo
- 2007 - Agarradinhos (Leila Pinheiro et Roberto Menescal)
- 2009 - Pra Iluminar (Leila Pinheiro et Eduardo Gudin)
- 2010 - Meu Segredo Mais Sincero
- 2013 - Céu e Mar

### DVD
- 2001 - Mais Coisas do Brasil - Ao Vivo
- 2007 - Nos Horizontes do Mundo - Ao Vivo
- 2007 - Agarradinhos (Leila Pinheiro et Roberto Menescal)